# Абдул Калам
Авур Пакир Джаинулабдин Абдул Калам Марайкайяр (тамилски: அவுல் பகீர் ஜைனுலாப்தீன் அப்துல் கலாம்) е индийски политик и учен. Президент е на Индия от 2002 до 2007 г. По националност е тамил, по вероизповедание е мюсюлманин. Почитател на Бхагавад гита и индуизма.

## Биография
Роден е в гр. Рамешварам в южната част на индийския щат Тамил Наду в семейството на беден рибар. Като дете е посредствен ученик, но много трудолюбив и упорит. Помага през свободното си време извън училище на бедните си родители.
По образование е аерокосмически инженер. Професор е по аерокосмическо инженерство и първи канцлер (ректор) на Индийския институт за космически науки и технологии в гр. Тируванантапурам – столицата на щата Керала, от неговото създаване през 2007 г.
През 1950 г. е приет в колежа „Сейнт Джозеф“ в гр. Тиручирапали (също Тиручи, Тричи), щ. Тамил Наду, където завършва физика. През 1954 г. влиза в Мадраския технологичен институт, където получава диплома за авиоинженер през 1960 г.
След дипломирането си Калам започва работа в Aeronautical Development Establishment като старши научен сътрудник. Прехвърля се в Индийската организация за космически изследвания през 1969 г.